# Tamsa (Uttar Pradesh)
Die Tamsa (Hindi तमसा Tamsā [ˈtʌmsɑː]), Tons oder Chhoti Sarju ist ein linker Nebenfluss des Ganges im nordindischen Bundesstaat Uttar Pradesh. Er ist weder mit der Tamsa (Tons) in Madhya Pradesh noch dem Fluss Tons in Uttarakhand zu verwechseln.
Die Tamsa entspringt westlich von Faizabad als Marha Nadi und fließt parallel zur Ghaghara in Richtung Südosten. Sie passiert die Städte Akbarpur und Azamgarh. Bei Mau wechselt der Fluss erneut den Namen und fließt als Chhoti Sarju bis zur Mündung in den Ganges  südwestlich von Ballia. Der Fluss verläuft durch die Distrikte Ayodhya, Ambedkar Nagar, Azamgarh, Mau und Ballia.